# Basil Schonland
Sir Basil Ferdinand Jamieson Schonland (* 2. Februar 1896 in Grahamstown, Südafrika; † 24. November 1972 in Winchester) war ein südafrikanischer Physiker und Meteorologe.

## Leben
Seine Eltern waren der Botaniker Selmar Schönland und Flora (geborene MacOwan), die Tochter des Botanikers Peter MacOwan. Ab 1910 besuchte Basil Schonland das St. Andrew’s College in Grahamstown. Später studierte er an der Rhodes University. Von 1914 bis 1915 war er am Gonville and Caius College in Cambridge eingeschrieben. Während des Ersten Weltkriegs diente Schönland in Frankreich im Signal Service of the Royal Engineers. Von 1919 bis 1920 war er wieder am Gonville and Caius College.
Am Cavendish-Laboratorium der Cambridge University untersuchte er die Streuung von Beta-Teilchen. 1922 kehrte er nach Südafrika zurück und wurde an der Universität Kapstadt Dozent und später Professor für Physik. 1931 hatte er von Charles Boys eine Kamera zur Aufnahme von Blitzen erhalten. 1937 wurde er Gründungsdirektor des Bernard Price Instituts für Geophysik an der Witwatersrand-Universität in Johannesburg. Dort untersuchte er die atmosphärische Elektrizität und die elektrischen Felder von Gewitterwolken. 1938 wurde er zum Mitglied (Fellow) der Royal Society gewählt.
Bei Ausbruch des Zweiten Weltkriegs kommandierte er die South African Special Signals Services und leitete die Entwicklung eines südafrikanischen Radar-Systems. Als er 1941 nach England reiste, um mehr Ausrüstung zu beschaffen, blieb er auf Bitte von John Cockcroft bis 1944 als Leiter der Army Operational Research Group of the Air Defence Research and Development Establishment (AORG) in Richmond in Surrey.
1945 bestand Jan Christiaan Smuts auf seiner Rückkehr, um in Pretoria das Council for Scientific and Industrial Research aufzubauen. Er nahm auch seinen Posten als Direktor des Bernard Price Instituts wieder auf. Von 1951 bis 1962 war er Kanzler der Rhodes University. Von dieser repräsentativen Funktion trat er jedoch 1962 zurück, als der damalige südafrikanische Staatspräsident Charles Robberts Swart von der Universität einen Ehrendoktor erhielt, da dieser als ehemaliges Regierungsmitglied maßgeblich am Extension of University Education Act (Act 45/1959) mitgewirkt hatte, wodurch die rassistisch motivierte Spaltung der Hochschullandschaft des Landes gesetzlich fixiert worden war.
1954 wurde er stellvertretender Direktor und später Direktor des Atomic Energy Research Establishment in Harwell in Oxfordshire. Nachdem die United Kingdom Atomic Energy Authority 1954 gegründet worden war, wurde er Direktor der Forschungsgruppe.
1943 wurde Schonland mit dem Chree Medal and Prize und 1945 mit der Hughes-Medaille ausgezeichnet.

## Veröffentlichungen
- Atmospheric Electricity. 1932
- The Flight of Thunderbolts. 1950
- The Atomists 1805-1933. 1968